# Малабат
Малаба́т (фр. Malabat) — коммуна во Франции, находится в регионе Юг — Пиренеи. Департамент — Жер. Входит в состав кантона Мьелан. Округ коммуны — Миранд.
Код INSEE коммуны — 32225.

## География

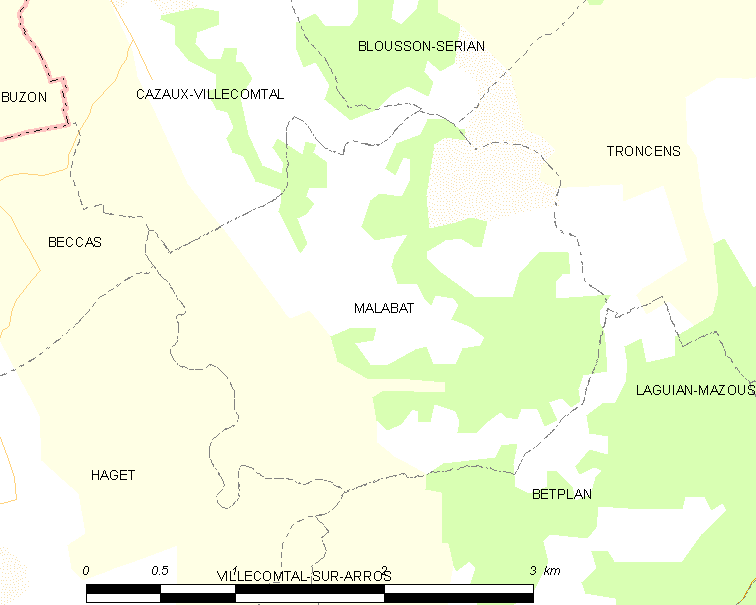
Карта коммуны

Коммуна расположена приблизительно в 630 км к югу от Парижа, в 105 км западнее Тулузы, в 40 км к юго-западу от Оша.
На западе коммуны протекает река Аррос.

## Климат
Климат умеренно-океанический. Лето жаркое и немного дождливое, температура часто превышает 35 °С. Зимой часто бывает отрицательная температура и ночные заморозки. Годовое количество осадков — 700—900 мм.

## Население
Население коммуны на 2010 год составляло 97 человек.
| 1962 | 1968 | 1975 | 1982 | 1990 | 1999 | 2010 |
| ---- | ---- | ---- | ---- | ---- | ---- | ---- |
| 100  | 81   | 95   | 94   | 89   | 87   | 97   |

## Администрация
| Период | Период | Фамилия    | Партия | Примечания |
| ------ | ------ | ---------- | ------ | ---------- |
| 2001   | 2020   | Селин Саль |        |            |

## Экономика
В 2010 году среди 62 человек трудоспособного возраста (15-64 лет) 36 были экономически активными, 26 — неактивными (показатель активности — 58,1 %, в 1999 году было 60,7 %). Из 36 активных жителей работали 32 человека (16 мужчин и 16 женщин), безработных было 4 (1 мужчина и 3 женщины). Среди 26 неактивных 2 человека были учениками или студентами, 19 — пенсионерами, 5 были неактивными по другим причинам.

## Достопримечательности
- Церковь Св. Иоанна Крестителя, построена в неоготическом стиле в 1912 году